# Каран
Каран (др.-греч. Κάρανος, лат. Caranus, Karanos, Coiranos) — легендарный основатель династии Аргеадов, потомок Геракла, создавший Македонское царство в IX веке до н. э.

## Родословная
Первый царь Македонии. По одной родословной, сын Аристодамида, сына Меропа, сына Фестия, сына Кисса, сына Темена. По другой, сын Пеанта, сына Крёза, сына Клеодея, сына Еврибиада, сына Дебалла, сына Лахара, сына Темена. Одиннадцатый от Геракла, предок Александра в 17 колене.
Брат Фидона, отождествляемый с Архелаем. По Юстину, от Карана до последнего царя Македонии Персея прошло 924 года, что заставляет датировать его правление XI веком до н. э.

## Возникновение мифа о Каране
Есть основания полагать, что драма Еврипида «Архелай», созданная великим трагиком после 410 до н. э. при дворе царя Архелая, запустила миф о Каране, ещё не известном во времена Геродота и Фукидида. Краткое содержание известно по пересказу античных авторов:

«Архелай, сын Теменеса, изгнанный своими братьями, пришёл в Македонию к фракийскому царю Кисею. Последний за помощь в борьбе с соседями обещал Архелаю в случае успеха дочь и царство. Архелай победил врагов, но царь раскаялся в своём обещании и хотел лишить Архелая жизни. Но последний был предупреждён об этом одним рабом. За измену он сталкивает Кисея в яму-ловушку и вслед за козой бежит, как ему предсказывает оракул, в Македонию и строит там город Эги.»

- Впервые Каран упоминается Феопомпом из Хиоса, современником македонского царя Филиппа II (2-я половина IV в. до н. э.). Труды его не дошли, но из уцелевших фрагментов ясно, что Каран, потомок Геракла и брат Фейдона, царя Аргоса, перебрался в Македонию, где поселился в завоёванном Эги. На сочинениях Феопомпа основывает историю прихода на царство Юстин, писатель III века (пересказ более раннего Помпея Трога):

«Каран в сопровождении множества греков, получив повеление оракула искать место для поселения в Македонии и пришедший в Эматию, последовал за стадом коз, искавших укрытие от непогоды, и овладел городом Эдесса, прежде чем жители из-за густого тумана и дождя узнали о его приближении. Он превратил этот город в центр правления, и после свято соблюдал обычай, куда бы ни вёл войско, держал тех коз впереди знамён, чтобы в своих вылазках иметь этих животных проводниками к расположению своего царства. Он переименовал город, в прославлении своего счастливого везения, из Эдессы в Эги [то есть город коз], и назвал обитателей эгитами. Вытеснив в последующем Мидаса (потому что тот занимал часть Македонии) и согнав других царей с их земель, он обосновался как единственный монарх во всех этих землях, и был первым, кто, сплотив племена разных людей, основал Македонию как единое целое.»

- В отрывочном изложении Евфориона, писателя III в. до н. э. :

«Каран, следуя предсказанию оракула, вступил в Македонию во главе греческих колонистов, построил город и правил македонцами. И прежний город Эдессу переименовал в Эги из-за изобилия коз. Потому что Эдесса в прежние годы была населена фригийцами, лидийцами и теми, кто перебрался в Европу с Мидасом.»

Козы в качестве вожатых отброшены, хотя оракул ещё остаётся.
- В версии Диодора (I в. до н. э.), переданной Евсевием (он же вывел даты правления Карана) и Синкеллом, воцарение на царство Карана приобретает сугубо героический оттенок:

«Ещё до первой олимпиады, побуждаемый страстью к наживе, Каран собрал отряды из аргосцев и жителей других областей Пелопоннеса и отправился с войском в поход в страну македонян. В то время царь орестов воевал со своими соседями, которые назывались эордеи, и призвал на помощь Карана, пообещав ему отдать половину своих владений после установления мира в стране орестов. Царь сдержал слово, и Каран получил страну, в которой правил тридцать лет, пока не умер от старости.»

Исчезают мифологические атрибуты (повеление оракула), которые не вписываются в историческое изложение.
- Павсаний, путешественник II в., упоминает в своих очерках: «Македонцы сказали, что Каран, царь Македонии, разгромил Кисея, правителя соседнего государства, в битве и водрузил трофеи по обычаю Аргоса»[8].

Отголоски пьесы Еврипида «Архелай» сохраняются в имени царя Кисея, правителя разгромленного царства эордов. Это имя не встречается в истории, зато был фракийский царь с таким именем в «Илиаде» Гомера, отец Гекубы, жены царя Трои. Имя позволяет предположить, что действие пьесы основано на гомеровском эпосе, как и другие пьесы Еврипида.

## О происхождении имени Каран
По мнению болгарского учёного Г. Кацарова, македоняне почитали бога-козла Карана. История с козами в качестве вожатых впервые выдвинута, видимо, Еврипидом, придавшим каким-то местным легендам мифологическое звучание (мифологический Кадм по велению оракула следовал за коровой и на месте, где она прилегла, основал город Фивы). Пердикка, основатель династии по Геродоту, имя македонское, не встречается среди греков, в то время как Каран произошло от архаичного koiranos, употреблявшееся ещё Гомером в Илиаде, то есть правитель, вождь:

Нет в многовластии блага;

да будет единый властитель /koiranos/;

Царь /basileus/ нам да будет единый

Царь-басилевс отличается от koiranos как правитель, который получил власть по наследству. Слово koiranos древнее, имеет общий корень в языках индоевропейской группы, от которого возможно произошли и «князь» у славян, и «конунг» у скандинавов, и king у англичан, и kārana (военачальник, наделённый к тому же гражданской властью) у древних персов.
Как личное имя Koiranos встречается среди греков ещё у Гомера. И здесь прослеживается интересная аналогия. Геродот назвал первым царём македонцев Пердикку из Аргоса при жизни царя Пердикки, сына Александра I, которого подозревают в создании легенды о предках из Аргоса. Еврипид в своей пьесе, написанной при дворе царя Архелая, сына Пердикки, вывел родоначальником династии Архелая. Легенда о Каране появилась видимо в правление Филиппа II, и Филипп называет сына Караном. Юстин упоминает о неком Каране, брате Александра Великого, хотя мать этого Карана неизвестна (возможно, Юстин ошибся с именем, так как никто из античных авторов не упоминал сына Филиппа с таким именем). До того времени все македонские цари и наследники имели довольно узкий набор имён. Среди македонских царей до Филиппа II и после было 5 Филиппов, 5 Александров, 3 Аминты, 3 Пердикки и ни одного Карана. Такими же сомнительными выглядят наследники Карана Кен и Тирм, введённые в генеалогию, видимо, для древности рода.